# علم الأوليات

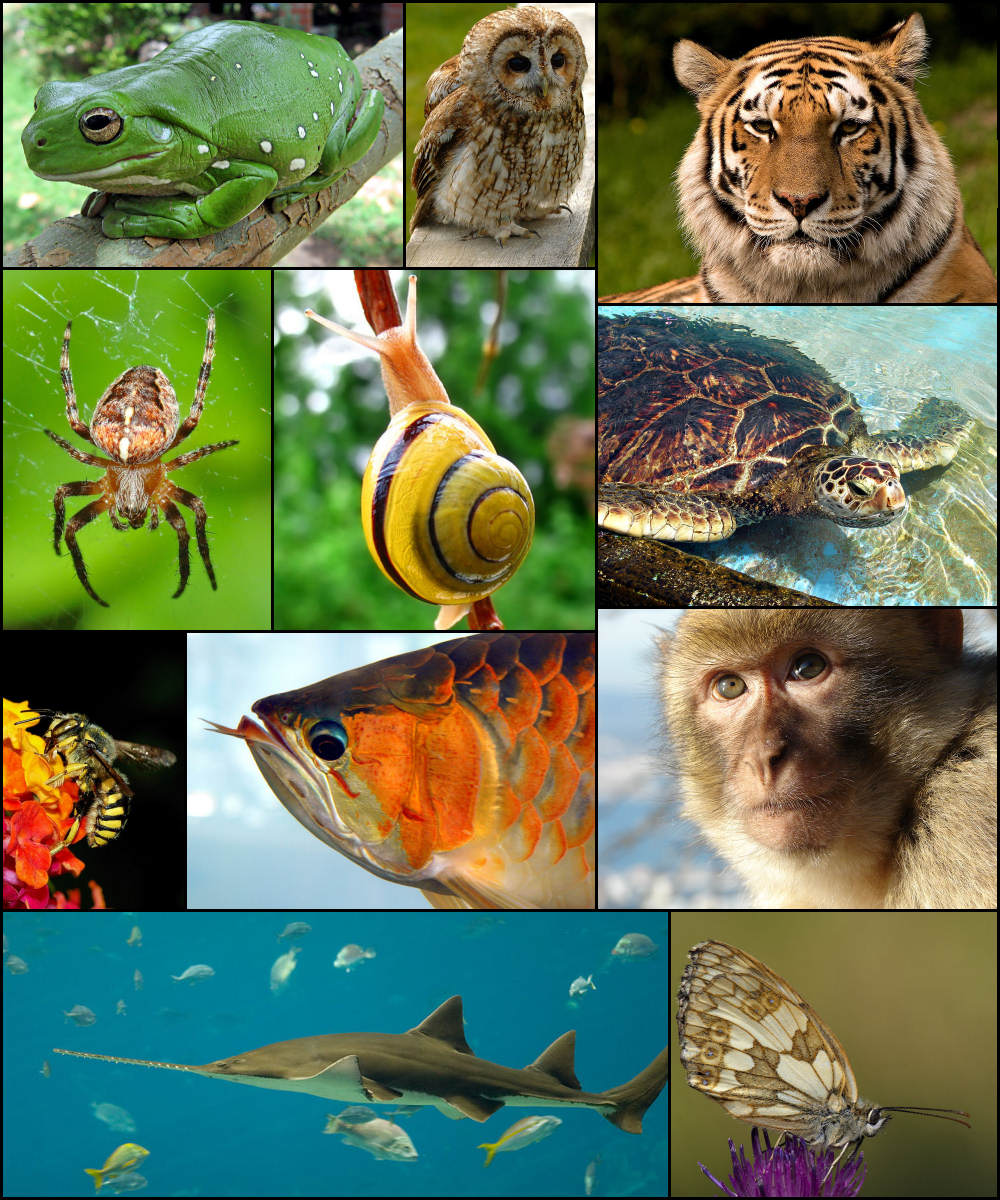

يختص علم الأوليات بدراسة الأوليات «التي تشبه الحيوان» (في أنها طلائعيات متحركة وغيرية التغذية). ويتطور هذا المصطلح بتطور فهمنا للعلاقات التطورية لحقيقيات النوى.

## وصلات خارجية
- The Society of Protozoologists